# 김해국
김해국(한국 한자: 金海國, 1974년 5월 20일 ~ )은 대한민국의 전 축구 선수이며, 포지션은 수비수였다.